# Tarhuna Wa Msalata
Tarhuna Wa Msalata was een gemeente (Shabiyah) in Libië.
Tarhuna Wa Msalata telde in 2006 296.092 inwoners op een oppervlakte van 5840 km².